# Пјан д'Ауди (Торино)
Пјан д'Ауди је насеље у Италији у округу Торино, региону Пијемонт.
Према процени из 2011. у насељу је живело 26 становника. Насеље се налази на надморској висини од 901 м.